# Спільна рибна політика Європейського Союзу

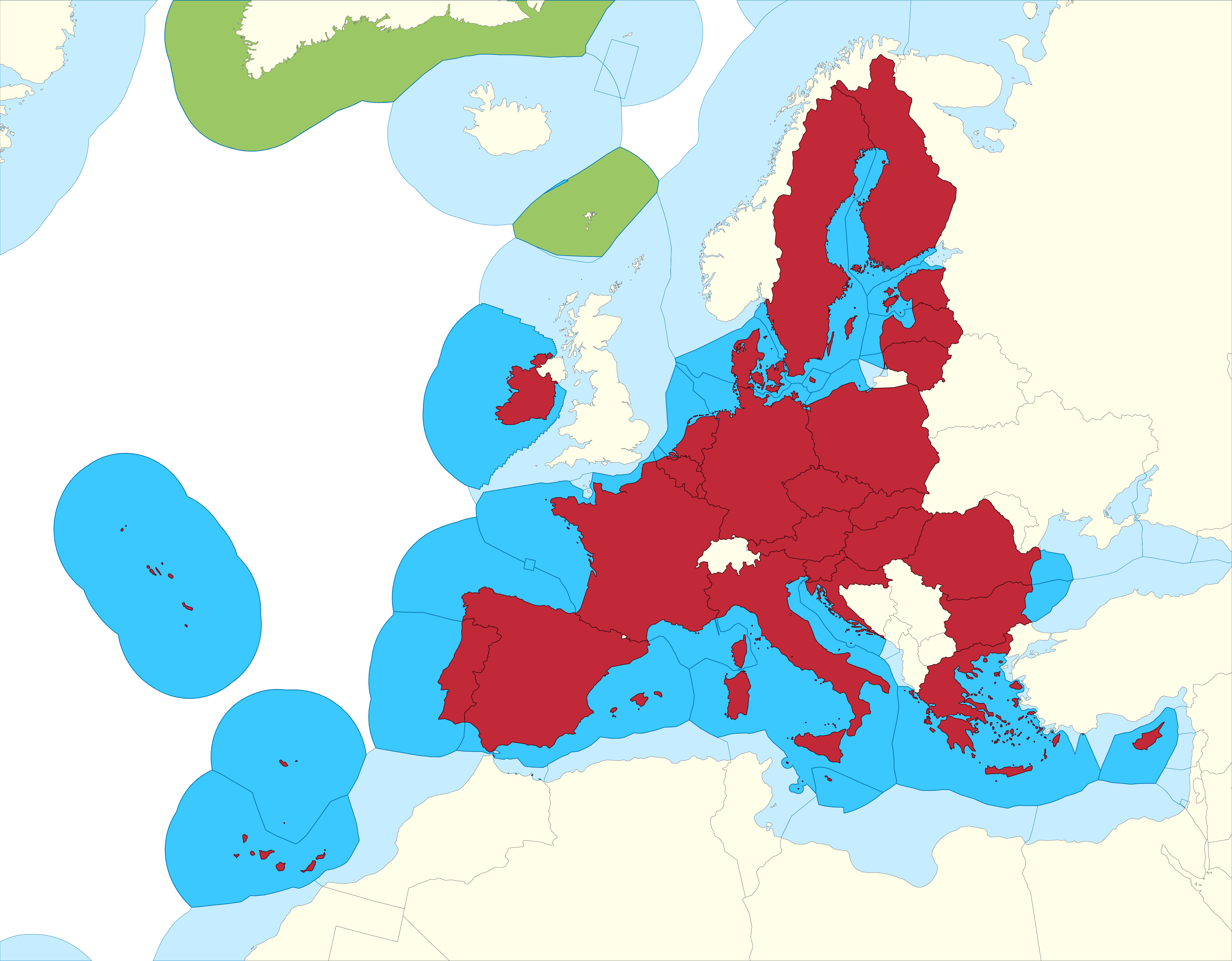
Виключна економічна зона ЄС становить більш ніж 25 млн км² і є найбільшою у світі.

Спільна рибна політика Європейського Союзу — рибна політика Європейського Союзу введена в 1957 р. Римським договором, лише з 1983 р. Спільна рибна політика, «Блакитна Європа», стала повноцінною політикою Співтовариства.
Спільна рибна політика має загально правові підстави (статті 32-38 Договору про створення Європейського Співтовариства) і схожі цілі із загальною аграрної політикою: зростання продуктивності, стабілізація ринків, гарантія забезпечення та доставки продукції споживачеві за пропорційним цінами. Як і загальна аграрна політика, Спільна рибна політика є областю спільної відповідальності Європейського Союзу та держав-членів.
У ході декількох реформ початкові цілі Спільної рибної політики були доповнені і охоплюють тепер, крім іншого, такі моменти: розумне використання ресурсів, захист довкілля, забезпечення високого рівня охорони здоров'я, а також економічне і соціальне єднання.
Охорона риболовних ресурсів і морського довкілля є однією з центральних цілей перед обличчям проблеми виснаження природних ресурсів.
Рибна політика охоплює чотири рівні, а саме:
- Охорона і розумне використання риболовних ресурсів для збереження рибних запасів;
- Організація ринкової торгівлі з метою забезпечення відповідності попиту і пропозиції в інтересах виробника і споживача;
- Структурно-політичні заходи з підтримки сфер рибальства і аквакультури при адаптації їх оснащення і форм організації до вимог, що виникають в результаті виснаження ресурсів і кон'юнктури ринку; в цій області підтримка Спільноти реалізується в основному у вигляді фінансування риболовецького оснащення;
- Взаємодія з третіми країнами та міжнародними організаціями для укладання торговельних угод у галузі рибальства на міжнародному рівні; заходи співтовариства по збереженню запасів морського і океанічного рибальства.

Європейський Союз на сьогоднішній день прагне проводити дієву політику, що охоплює рибальство, охорону довкілля та морський промисел.